# حبيل الشاوش

تعديل مصدري - تعديل

حبيل الشاوش هي إحدى قرى عزلة القارة بمديرية رصد التابعة لمحافظة أبين، بلغ تعداد سكانها 64 نسمة حسب تعداد اليمن لعام 2004.